# Елховка (Никольский район)
Елховка — деревня в Никольском районе Вологодской области.
Входит в состав Нигинского сельского поселения, с точки зрения административно-территориального деления — в Нигинский сельсовет.
Расстояние по автодороге до районного центра Никольска — 36 км, до центра муниципального образования Нигино — 18 км. Ближайшие населённые пункты — Богдановка, Красавино, Пятаков.
По переписи 2002 года население — 40 человек (21 мужчина, 19 женщин). Всё население — русские.